# Kirbyana deusta
Kirbyana deusta är en insektsart som först beskrevs av William Lucas Distant 1911.  Kirbyana deusta ingår i släktet Kirbyana och familjen kilstritar. Inga underarter finns listade i Catalogue of Life.